# وصفية نزرين
وصفية نزرين (ولدت عام 1982)، متسلقة جبال من بنغلادش، وناشطة، وعالمة بيئة، وكاتبة اجتماعية. أصبحت أول امرأة من بنغلاديش وأول بنغالية تكمل تسلق القمم السبع في 18 نوفمبر 2015. عرفت ناشيونال جيوغرافيك نزرين كواحدة من مغامريها لعام 2014/2015. اختيرت تكريمًا لنشاطها والتزامها بتمكين المرأة من خلال عملها في مجال المغامرة. اختيرت مرة أخرى كواحدة من المستكشفين، لتصبح المرأة الوحيدة التي تحمل- بالتزامن- لقبين من ناشيونال جيوغرافيك (مغامرة ومستكشفة). نزرين أول امرأة من بنغلاديش تتسلق ثاني أعلى وأخطر قمة في العالم، جبل كي 2.
اختارتها مجلة أوتسايد كواحدة من 40 امرأة تقدمن وتحدين العالم الخارجي من خلال قيادتهن وابتكاراتهن وإنجازاتهن الرياضية خلال الأربعين سنة الماضية، كما اختارتها مينز جورنال كواحدة من أبرز 25 امرأة مغامرة خلال الخمسة وعشرين سنة الماضية.
اشتُهرت نزرين بحملتها لزيادة الوعي بحقوق الحيوان، وأوضاع حقوق الإنسان في التبت، والآثار البيئية، وحقوق المرأة البنغلاديشية (متضمنة حقوق العاملات بالجنس وعاملات مصانع الملابس) ومجموعات السكان الأصليين. يعترف تاريخ بنغلاديش بنزرين كمصدر إلهام للأمة وواحدة من النساء الأسطوريات اللواتي قدمن مساهمة رائدة.
برزت نزرين في حملة الأمم المتحدة للمرأة «جيل المساواة» في ديسمبر 2019. شاركت نزرين مع الناشطات في مارس 2021 في إطلاق منتدى اليونسكو العالمي للتنوع البيولوجي.

## النشأة والتعليم

### النشأة
ولدت نزرين باسم وصفية نزرين شودرين في دكّا، وكانت أصغر طفل -والابنة الوحيدة- للموسيقية والمعلمة محمودة نهار (روبي)، والمدير التنفيذي في جيمس فاينلي بنغلاديش نظمي جاهان شودري. عاشت نزرين في خولنا، حيث درست في مدرسة سنفلور نورسيري، ثم في مدرسة التتويج الثانوية للفتيات. انتقلت العائلة في صغرها إلى منزلهم السابق في شيتاغونغ، ودرست هناك في مدرسة ماهيلا ساميتي الثانوية للبنات. انفصل والداها رسميًا في أوائل عام 1996، عندما كان عمرها 13 عامًا، فذهبت للعيش مع عمتها تشوبي روف وعمها نات روف في دكا، حيث التحقت بمدرسة سكولاستيكا للغة الإنجليزية. انفصلت في هذه المرحلة عن والديها وعن شقيقها الوحيد والأكبر ساروار إن شودري، والذي بقي في شيتاغونغ مع والدهما. برزت نزرين في رياضات الكرة الطائرة وكرة اليد، إلى جانب دراسة المسرح في المدرسة الثانوية. كانت ضمن الدفعة الأولى من مدرسة براشيانات للتمثيل والتصميم المعروفة.
شطبت نزرين اسم عائلتها من جميع الأوراق الرسمية، عندما ذهبت بمفردها إلى الولايات المتحدة للدراسة الجامعية، وتعدّ طفولتها من أكثر الفترات تأثيرًا في حياتها.
تدربت نسرين على الموسيقى الكلاسيكية والرقص منذ صغرها لكنها توقفت عن ممارستها بعد أن تركت والدتها -التي كانت أول معلمة لها- الأسرة.

### التعليم
استقلّت نزرين منذ صغرها بسبب طلاق والديها وتفكك الأسرة. تابعت نسرين التعليم وحصلت على منحة دراسية في كلية أغنيس سكوت، وهي كلية نسائية خاصة في ديكاتور في جورجيا. غادرت نسرين بنغلاديش بنية متابعة تخصص مزدوج في المسرح وعلوم الطيران. لعبت نسرين في فريق الكرة الطائرة في جامعتها خلال الفصل الدراسي الأول، وذهبت في جولة مع الرابطة الوطنية لرياضة الجامعات، لكنها تخلت عن الكرة الطائرة في السنة الثالثة، عندما عانت في تحصيل درجاتها الأكاديمية. تحولت بحلول عامها الثاني إلى تخصص مزدوج في فن الاستوديو وعلم النفس الاجتماعي.
شاركت نزرين في مسرح الرقص الأفريقي بدوام جزئي، خارج الجامعة، وكانت باحثة على بعد في كلية سامي لينغ في اسكتلندا.
تلفت نزرين- بينما كانت في الكلية- منحة للذهاب إلى الهند والبحث في كيفية استخدام النساء للفن كعلاج. بدأت في دارامسالا العمل مع نساء من التبت تعرضن للتعذيب في حياتهن ضمن السجون الصينية. وصفتها «بتجربة غيرت حياتها» إذ كانت تجربة «مسامحة أعدائك وتجسيد هذا المبدأ في الحياة اليومية» شيئًا جديدًا بالنسبة لها. قررت بعد تخرجها ترك العمل في الولايات المتحدة وانتقلت إلى جبال الهيمالايا للعمل مع اللاجئين.

## العمل والنشاط والتسلق
اختيرت نزرين كأول سفيرة للنوايا الحسنة لمنظمة براك، وهي منظمة تنمية دولية. كانت أيضًا سفيرة الشباب لمؤسسة جاغو والمتطوعين المهتمين بها في بنغلادش. كانت نزرين في عام 2011 من بين مندوبي الشعوب الأصلية في منتدى الأمم المتحدة الدائم المعني بقضايا الشعوب الأصلية. شاركت في حركة أنقذوا سوندرابانس، وكانت صوتًا حاسمًا للضغط على GOB والهيئات المعنية الأخرى في جهود التنظيف بعد الانسكاب النفطي الكارثي في 2013/4.
توظفت نزرين في منظمة كير، وعندما توقف تمويل أحد مشاريع منظمة كير، ارتأت نزرين أهمية أن يؤسس شعب بنغلادش منظمات المساعدة الخاصة بهم، بدلًا من الاعتماد فقط على المساعدات الخارجية، إذ أنه ورغم دور المساعدات الخارجية في تنمية الأمة، شعرت أن الوقت قد حان للتغير. اكتشفت نزرين اهتمامها بتسلق الجبال أثناء عملها في التبت لمكافحة انتهاكات الحكومة الصينية لحقوق الإنسان.
عملت نزرين بعد انتهائها من تسلق القمم السبع، بجد في مؤسستها أوسيل، والتي تصفها بأنها «معهد تعليمي في الهواء الطلق، يدمج أحدث النتائج العلمية حول تنمية العقل ويجمعها مع التقنيات الذهنية والتدريب في الطبيعة لتمكين المراهقات».
أصبحت نزرين في عام 2016 سفيرة العلامة التجارية لغرامينفون، لتصبح أعلى رياضية أجرًا في بنغلاديش وواحدة من الرياضيين الأعلى أجرًا في البلاد. استغلت خلال عقدها لمدة عامين مع أكبر شبكة اتصالات في بنغلاديش، المنصة لتحدي المسؤولية الاجتماعية والتنمية الشاملة للمجتمع من خلال مبادرات غرامينفون الاجتماعية المختلفة مثل المدارس عبر الإنترنت، والتعليم السهل عبر الإنترنت لعامة الناس، وتمكين المرأة ومبادرات التنمية الأخرى.
مثلت نزرين بنغلاديش في نيبال في الحفل الختامي لمنتدى الأعمال الأول للأمة في يناير 2016. سلطت نزرين الضوء على قوة الشباب وأهمية الاستدامة واحترام الطبيعة أثناء تطوير البنية التحتية. اختتم المؤتمر بتلاوة قصيدتها المكتوبة باللغة النيبالية حول الارتباط القديم للأنهار التي تربط وطنها الأم بنغلاديش بجبال الهيمالايا.
أصبحت في يوليو 2022 أول مواطنة من بنغلادش تتسلق جبل كي 2 في باكستان، ثاني أعلى جبل في العالم.

### حركة تحرير التبت
قادها عملها في مجال حقوق الإنسان لدى التبتيين إلى دارامسالا في هيماشال براديش، وهي عاصمة التبتيين المنفية، حيث عاشت لعدة سنوات في أوائل العشرينات من عمرها. منعت الصين نزرين من العودة إلى التبت بعد أن وُجدت صورة لها مع الدالاي لاما الرابع عشر.
شاركت نزرين في الحركة الدولية لتحقيق الحرية في التبت وتحسين ظروف حقوق الإنسان، وفي الاحتجاجات والانتفاضات البارزة، وصولًا إلى أولمبياد بكين 2008، بما في ذلك مسيرة احتجاج إلى التبت تضامنًا مع انتفاضة التبت لعام 2008، والعديد من الحفلات الموسيقية وغيرها من المناسبات في جميع أنحاء العالم.
كانت أيضًا عضوة نشطة في حركة طلاب من أجل تبت حرة، والمدير الوطني للحركة في بنغلادش.
أُغلق معرضها للتصوير الفوتوغرافي الذي كان بعنوان «نحو المنفى: التبت 1949-2009» بالشراكة مع وكالة درينك في دكّا عام 2009، بعد أن ضغطت السفارة الصينية على بنغلادش. بقي المعرض قائمًا على الإنترنت، بينما طوقت شرطة مكافحة الشغب المبنى وانتظرت الجمهور في الشوارع، وتعرضت بسبب ذلك لترهيب والمضايقة لعدة أشهر من قبل السلطات والاستخبارات في بلدها.